# Ріки України (телесеріал)
«Ріки України» (англ. Rivers of Ukraine) — цикл документальних фільмів про подорожі річками України. Кожна окрема серія присвячується одній річці. Сюжет розвивається протягом водної подорожі-сплаву від витоку до гирла, оповідь концентрується на природі, етнографії, історії та сучасності життя ріки і людей на її берегах. Ідея фільмів полягає у розкритті індивідуального характеру українських річок, як колективних живих організмів із власною історією та долею.
Автор фільмів — Сергій Трофимчук, роботу над серіалом було розпочато у 2015 році. Прем'єрний показ перших фільмів «Тетерів» та «Стохід. Частина І» відбувся у 2018 році на телеканалі «Фауна». Другий фільм документального циклу отримав винагороди на фестивалях «Canada International Film Festival», 2019 в номінації «Rising Star Award Winners», та «Spotlight Documentary Film Awards» — відзнака «Silver Award Winner».
Фільми документального циклу «Ріки України», доповнені субтитрами англійською мовою доступні на YouTube каналі автора.